# Juan Francisco Andrés de Uztarroz
Juan Francisco Andrés de Uztárroz (Zaragoza, 1607-1653), fue un poeta e historiador español, hijo del jurista aragonés Baltasar Andrés de Uztárroz.

## Biografía
Fue Cronista mayor del Reino de Aragón desde 1646 y del rey Felipe IV. En su poesía acogió el estilo del culteranismo, aunque mitigado por la influencia clasicista de los poetas Lupercio y Bartolomé Leonardo de Argensola. Comentó y elogió la poesía de Góngora; sostuvo polémicas con Quevedo en su Defensa de la poesía española, hoy desaparecida, y mantuvo correspondencia epistolar con Rodrigo Caro. 
Mantuvo en su propia casa una de las Academias Poéticas más importantes de la época, la de «Los Anhelantes». Fue protector y editor de varios escritores contemporáneos, entre los que se encuentra Baltasar Gracián, a quien prologó varias obras.
Coordinó el Certamen dedicado a la Virgen de Cogullada (1644) y el Obelisco histórico y honorario de Zaragoza (1646) en honor del príncipe Baltasar Carlos, heredero de la Corona española, que murió a los dieciséis años en Zaragoza. 
Su obra más conocida es el Aganipe de los cisnes aragoneses celebrados en el clarín de la Fama. En él se hace, siguiendo modelos como el cervantino Viaje del Parnaso, un recorrido por los literatos aragoneses de su tiempo. Esta obra nos ha llegado gracias a la edición de 1781 de Ignacio de Asso. 
Félix Latassa, el gran bibliógrafo aragonés, da noticia de otra obra de Uztárroz, a la que alude como una «descripción de los Reyes de Aragón por el orden que están en la Sala de la Diputación». El manuscrito fue hallado por José Manuel Blecua en la Biblioteca Nacional y editado por Aurora Egido en 1979. Se trata de un poema en el que se ensalza la monarquía aragonesa partiendo de las inscripciones latinas que redactó el historiador Jerónimo Zurita para los retratos de la galería de Reyes de Aragón, que se encontraban en el Palacio de la Diputación General de Aragón hasta los Sitios de Zaragoza, en que desaparecieron. 
Otros dos libros de poesía de Uztárroz, citados por Latassa, titulados Rimas poéticas y Poesías diversas (de los años 1652 y 1653) no han llegado a nosotros. 
Con su nombre académico de «El Solitario» elogió en una silva y una paráfrasis en prosa (Descripción de las antigüedades y jardines de don Vincencio Juan de Lastanosa, Zaragoza, Diego Dormer, 1647) la casa-museo del culto mecenas oscense Vincencio Juan de Lastanosa, protector y amigo también de Gracián.
En cuanto a su obra historiográfica, esbozó una continuación de los Anales de Aragón de Zurita. Inició también una biografía de Carlos V, inédita hasta hoy y atesoraba fichas para el proyecto de una Biblioteca de Autores Aragoneses, que fueron aprovechadas más adelante por Latassa para su magna obra homónima. Su obra histórica más relevante fue Progresos de la historia en el Reino de Aragón y elogios de Don Gerónimo Zurita (1680). En ella aparecen semblanzas de Jerónimo Zurita, Jerónimo Blancas, Jerónimo Martel, Lupercio Leonardo de Argensola, José Pellicer y otros cronistas del reino de Aragón.